# Madame Sourdis
Madame Sourdis est un recueil posthume de nouvelles d'Émile Zola paru en 1929.

## Contenu
Le recueil se compose de huit textes publiés dans des revues du vivant de Zola.

### Madame Sourdis
Ferdinand Sourdis, surveillant dans un collège de province, enthousiasme avec une de ses toiles un peintre déjà célèbre, qui le fait exposer au Salon. C'est le succès. Il accepte d'épouser Adèle, la peu jolie fille de son marchand de couleurs, aquarelliste à ses heures, qui le pousse à chercher la gloire à Paris. Mais peu à peu, Ferdinand sombre dans la débauche et l'impuissance de peindre. Adèle, après avoir d'abord commencé à simplement reprendre les fonds de ses tableaux, en vient petit à petit à les réaliser entièrement, tout en affectant de rester l’élève. Lui se contente « d'être le mari. Adèle avait mangé Ferdinand. »
Ce personnage de créateur impuissant succède à Laurent dans Thérèse Raquin, et précède Claude Lantier dans L'Œuvre. Il serait inspiré par Alphonse Daudet, débauché notoire, dont la femme Julia retouchait les œuvres. Cela expliquerait le délai de 20 ans entre la publication de la nouvelle en Russie et sa reprise en France.

### Une victime de la réclame
Pierre Landry est à l’abri du besoin. Pour trouver le bonheur, il décide de suivre aveuglément les annonces des journaux annonçant les derniers progrès de l’humanité. Après que sa maison, construite selon des procédés nouveaux, se soit écroulée, que ses vêtements en soldes se soient déchirés, que ses lotions l’aient rendu chauve, que toutes ses préparations médicales lui aient ruiné la santé, il meurt, victime de la potion d’un somnambule qui devait guérir tous ses maux, et de ces « mensonges imprimés qui dupent les imbéciles et les gens d’esprit. »

### Voyage circulaire
Enfants de boutiquiers, Lucien et Hortense ont enfin eu l’autorisation de partir en voyage de noces, mais avec un programme imposé. Les monuments les ennuient, les hôtels réservés se distinguent par leur promiscuité, tout les ennuie. Jusqu’au jour où, lassés, ils descendent du train dans une petite gare inconnue, où ils trouvent une charmante auberge dans la campagne dont ils sont les seuls clients. Ils y passent une semaine de félicité, mais se font rabrouer quand, au retour, ils ne savent pas décrire les monuments de Cherbourg, où ils ne sont pas allés.

### Une farce
Une bande de peintres, sculpteurs et poètes s’est installée dans une auberge borgne en face de Bonnières-sur-Seine. On ébaudit les paysans, on se promène en barque dans les îles de la Seine, on discute ardemment romantisme et réalisme. L’on se moque aussi de « cette grande andouille de Planchet », en allant parfois un peu trop loin. Louise, la maîtresse de Morand, se vantant d’abord de le faire fuir en faisant semblant de le séduire, finit par partir avec lui.
L'hypothèse d'une nouvelle à clés a été avancée. Il s'agirait du groupe d'amis de Zola qui séjournait en même temps que lui à Bennecourt. Charlot et Bernicart seraient Jean-Baptiste Chaillan et Paul Cézanne, Chamboret serait Philippe Solari, Morand serait Zola, Laquerrière et Planchet seraient Antony Valabrègue et Antoine Guillemet, Louise serait Alexandrine Zola.

### Comment on se marie
Quatre exemples des effets sur le mariage du fossé profond que creuse l’éducation séparée des garçons et des filles élevées comme des plantes de serre : Maxime de La Roche-Mablon a échoué à faire de sa femme une maitresse ; Marguerite Desvignes, douze cent mille francs de dot, oblige son mari à faire sa cour avant de l’admettre dans sa chambre ; Louise et Alexandre Bodin, horlogers, ne sauront jamais s’ils se sont aimés, mais savent qu’ils sont « des associés honnêtes, âpres à l’argent, qui continuent à coucher ensemble, pour éviter un double blanchissage des draps » ;  Clémence est vite devenue laide, Valentin est tombé dans le vin, mais il leur reste parfois « la caresse du battement d’ailes de l’amour. »
C’est une sorte de physiologie du mariage tirée des mœurs de quatre classes représentatives de la société de l’époque : l’aristocratie foncière, la grande bourgeoisie, les petits commerçants et les ouvriers. La description du mariage en milieu ouvrier est contemporaine de celle de Gervaise dans L’Assommoir.

### Les Trois guerres
En introduction, une interrogation sur le sens de la guerre : « La guerre est une sombre nécessité, comme la mort. Peut-être faut-il du fumier pour que la civilisation fleurisse. » Puis trois souvenirs : le départ des troupes pour la guerre de Crimée, vu par Zola collégien ; l’annonce de la victoire de Magenta vécue par Zola étudiant, qui n’avait jamais vu Paris plus beau ; le regard de Zola adulte sur  l’aspect funèbre de la ville lors de l’annonce des batailles perdues en 1870.
La guerre n’est pas ici vue comme un accident, mais comme une nécessité naturelle : comme il l’a fait dans Au Bonheur des dames pour la concurrence commerciale ou dans Germinal pour la lutte des classes, Zola cherche à intégrer la violence dans le mouvement de l’histoire, mouvement qu’il calque sur celui de la nature.
Cependant, Zola évoluera dans ses conceptions de la guerre : au tournant du XXe siècle, probablement sous l’effet de l’issue favorable de l’affaire Dreyfus, il aura surmonté la tentation du nationalisme et du pessimisme, et exprimera l’espoir d’une entente des peuples.

### Angeline
Angélique revient-elle hanter la grande maison abandonnée dans laquelle elle aurait été assassinée par sa marâtre, puis enterrée dans la cave ? Ou s’était-elle plantée un couteau dans le cœur par jalousie ? Ou bien est-elle tout simplement une jeune fille appelée par sa mère ? 
Cette nouvelle est également connue sous le titre d'Angeline ou la maison hantée. Le manuscrit porte d'abord le titre de La Maison hantée, puis Zola l'a rayé pour le remplacer par Angeline. Elle est écrite pendant son exil à Londres, qui fait suite à sa condamnation pour son article J'accuse... !

## Prépublications
- Madame Sourdis : Le Messager de l'Europe, avril 1880 ; La Grande Revue, mai 1900
- L'Attaque du moulin : Le Messager de l'Europe, juillet 1877, sous le titre Un épisode de l'invasion de 1870 ; La Réforme, 15 août 1878 ; Le Figaro, 25 avril 1880 ; La Vie populaire, 25 avril et 2 mai 1880. Parution en avril 1880 dans le recueil collectif Les Soirées de Médan.
- Une victime de la réclame : L'Illustration, 17 novembre 1866 ; L'Événement illustré, 29 août 1868, sous le titre Une victime des annonces ; La Tribune, 12 décembre 1869, sous le titre Causerie ; La Cloche, 29 juin 1872, sous le titre Lettre parisienne
- Voyage circulaire : deuxième partie des Parisiens en villégiature et à la campagne, Le Messager de l'Europe, novembre 1877
- Une farce : cinquième partie des Parisiens en villégiature et à la campagne, Le Messager de l'Europe, novembre 1877
- Comment on se marie : Le Messager de l'Europe, janvier 1876 ; Journal pour tous, janvier 1893
- Les Trois guerres : Le Messager de l'Europe, juin 1877, sous le titre Mes souvenirs de guerre ; Le Bien public, septembre 1877 ; Annales politiques et littéraires, 27 février, 6 mars, 13 mars 1887, sous le titre Souvenirs de jeunesse, trois guerres
- Angeline : The Star (en anglais), 16 janvier 1899 ; Le Petit bleu de Paris (en français), 4 février 1899

## Éditions
- Édition originale : Fasquelle, 1929

- Émile Zola, Œuvres complètes, t. 9, Cercle du livre précieux, édition d'André Stil, 1968
- Émile Zola, Contes et Nouvelles, Gallimard, La Pléiade, édition de Roger Ripoll, 1989 (ISBN 2-07-010846-5)
- Angeline ou la maison hantée figure dans le recueil Émile Zola, Nouvelles roses, Livre de Poche, 2013 (ISBN 978-2253163602)
- Madame Sourdis, L'Attaque du moulin et Les Trois guerres figurent dans le recueil Émile Zola, Nouvelles noires, Livre de Poche, 2013 (ISBN 978-2253163619)
- L'Attaque du moulin et Angeline ou la maison hantée figurent dans le recueil Émile Zola, Contes et Nouvelles II (1875-1899), Garnier-Flammarion, 2008, réédition 2020 (ISBN 978-2-0812-0823-0)

## Adaptations
- Madame Sourdis, adaptation TV (1979), réalisation Caroline Huppert, avec Nathalie Baye, Pierre Clémenti et  Michel Auclair[8].